# 佐久間信実
佐久間 信実（さくま のぶざね）は、安土桃山時代から江戸時代前期にかけての武将、江戸幕府旗本。佐久間信盛の三男で、兄・信栄の養子となった。
慶長5年（1600年）、関ヶ原の戦いに東軍で従軍。慶長9年（1604年）、上総国茨葉村の内に1000石を与えられた。
元和6年（1620年）、兄に先立って48歳で没した。